# Dvorovi
Dvorovi (en serbe cyrillique : Дворови) est une localité de Bosnie-Herzégovine. Elle est située sur le territoire de la ville de Bijeljina et dans la république serbe de Bosnie. Selon les premiers résultats du recensement bosnien de 2013, elle compte 5 178 habitants.

## Géographie
Le village est situé au nord est de Bijeljina, au bord de la rivière Drinica.

## Histoire
En 2013, sur le territoire de la localité, les archéologues ont mis au jour des vestiges remontant au VIIe siècle av. J.-C. et caractéristique de la culture de Glasinac.

## Démographie

### Évolution historique de la population dans la localité
| 1948  | 1953  | 1961  | 1971  | 1981  | 1991  | 2013  |
| ----- | ----- | ----- | ----- | ----- | ----- | ----- |
| 1 536 | 1 609 | 1 656 | 1 648 | 1 710 | 1 814 | 5 178 |

|  |

### Communauté locale
En 1991, la communauté locale de Dvorovi comptait 2 104 habitants, répartis de la manière suivante :